# Municipio de Logan (condado de Barton)
El municipio de Logan (en inglés: Logan Township) es un municipio ubicado en el condado de Barton en el estado estadounidense de Kansas. En el año 2010 tenía una población de 138 habitantes y una densidad poblacional de 1,49 personas por km².

## Geografía
El municipio de Logan se encuentra ubicado en las coordenadas 38°28′36″N 98°31′30″O / 38.47667, -98.52500. Según la Oficina del Censo de los Estados Unidos, el municipio tiene una superficie total de 92.88 km², de la cual 92,82 km² corresponden a tierra firme y (0,06 %) 0,06 km² es agua.

## Demografía
Según el censo de 2010, había 138 personas residiendo en el municipio de Logan. La densidad de población era de 1,49 hab./km². De los 138 habitantes, el municipio de Logan estaba compuesto por el 100 % blancos. Del total de la población el 0 % eran hispanos o latinos de cualquier raza.